# جون دومان
جون دومان (بالإنجليزية: John Doman)‏ مواليد 9 يناير 1945 في فيلادلفيا، هو ممثل أمريكي بدأ مسيرته الفنية سنة 1993. درس في جامعة بنسيلفانيا.

## الأعمال

### أفلام
- موت قاسي مع انتقام (1995)
- تسمم كحولي (2001)
- نهر غامض (2003)
- قلوب وحيدة (2006)
- شركة الرجال (2010)

### مسلسلات
| السنة | العمل                                  | الدور      |
| ----- | -------------------------------------- | ---------- |
| 1995  | ستار تريك: ديب سبيس ناين               |            |
| 1999  | إي آر                                  |            |
| 1999  | إن واي بي دي بلو                       |            |
| 2000  | ذا براكتيس                             |            |
| 2000  | آل سوبرانو                             |            |
| 2000  | القانون والنظام: الوحدة الخاصة للضحايا | دان لاتيمر |
| 2000  | قانون عرفي                             |            |
| 2000  | ذا براكتيس                             |            |
| 2000  | القانون والنظام: الوحدة الخاصة للضحايا |            |
| 2001  | ذا براكتيس                             |            |
| 2001  | القاضية إيمي                           | رالف       |
| 2001  | القانون والنظام: الوحدة الخاصة للضحايا |            |
| 2001  | القانون والنظام: النية الإجرامية       |            |
| 2003  | سي اس آي: التحقيق في موقع الجريمة      |            |
| 2005  | إن سي آي إس                            |            |
| 2007  | القانون والنظام: الوحدة الخاصة للضحايا |            |
| 2007  | دون أثر                                | هايدن ميلز |
| 2011  | ذا غود وايف                            |            |
| 2012  | القانون والنظام: الوحدة الخاصة للضحايا | وليام راند |
| 2014  | بيرسون أوف إنترست                      |            |
| 2014  | العلاقة                                | بروس باتلر |
| 2014  | غوثام                                  |            |
| 2015  | بيت من ورق                             |            |
| 2017  | الإبتدائية                             |            |

### ألعاب فيديو
- مافيا: مدينة الجنة المفقودة (2002)
- مدنايت كلاب II (2003) (بدور: دييغو)
- مان هانت (2003)
- نيد فور سبيد: أندر كفر (2008)
- فول أوت: فيغاس الجديدة (2010) (بدور: سيزر)

## روابط خارجية
- جون دومان على موقع IMDb (الإنجليزية)
- جون دومان على موقع ألو سيني (الفرنسية)
- جون دومان على موقع أول موفي (الإنجليزية)
- جون دومان على موقع قاعدة بيانات الأفلام السويدية (السويدية)
- جون دومان على موقع إن إن دي بي (الإنجليزية)
- جون دومان على موقع قاعدة بيانات الفيلم (الإنجليزية)
- جون دومان على موقع كينوبويسك (الروسية)